# Боров вргањ

Боров вргањ или црвени вргањ (лат. Boletus pinophilus) широко позната врста јер представља једну од омиљених гљива која се користи у исхрани. Препознатљива је по смеђецрвенкастом шеширу и црвенкастој мрежици на дршци. Расте у свим типовима шума, али углавном близу четинара и на већим надморским висинама. Микоризна врста. Спада у широко распрострањену, али не и бројну врсту печурке. Јавља се од маја до краја августа, а најчешће током јуна и јула.

## Опис плодног тела
Клобук је широк 5-20, ретко и до 30 цм, углавном правилан и врло меснат. Руб клобука је неједнако спуштен, али оштар и јасно дефинисан. У почеткубива ужи од дршке, потом полукружан, а на врху (темену)помало спљоштен ређе испупчен. Смеђоцрвенкасте (кестењасте) је боје, а у почетку готово црн. Мало је наборан. Код младих гљива као да је прекривен белим прахом који се касније на рубу задржава. Током сувог времена са много сунца кожица шешира сува и прилично храпава, док је за време облачних и кишних дана влажна и помало сјајна.
Цевчице су у почетку беле боје и кратке, касније добијају нијансу жуте. Старе гљиве пак имају дуге, маслинастозелене цевчице са широким рупицама које као да надвисују руб шешира. Не мењају боју на притисак. Дужине су 2-3 цм.
Дршка је чврста и дебела. Висока је 5 - 13 цм, дебљине 5 - 8 цм. У почетку је округласта па трбушаста, потом се при врху помало растегне. Стара дршка готово да је ваљкаста. Више је или мање смеђаста и нешто светлија од шешира. Прекривена је карактеристичном црвенкастом мрежицом.
Месо је бело, чврсто, сочно, угодног мириса и укуса који подсећају на лешнике. Приликом попречног пресека не мења боју.

## Микроскопија
Споре су вретенасте, глатке, величине 14 – 17 x 4,5 – 5,5 μм.

## Отисак спора
Отисак спора је маслинастосмеђа.

## Јестивост
Јестива и укусна врста која се припрема на различите начине.

## Сличне врсте
Црни вргањ (лат. Boletus aereus) који има црносмеђу боју клобука, без примјеса црвене боје.

## Галерија
- Боров вргањ
- Боров вргањ